# Kayfabe
Kayfabe ist ein Begriff aus dem professionellen Show-Wrestling und steht dabei für eine Art Übereinkunft zwischen den Wrestlern und den Promotern, dass sämtliche Ereignisse, die vor der Kamera gezeigt werden, als gespielt dargestellt werden. Wird ein Ereignis im Wrestling als „kayfabe“ bezeichnet, so bedeutet dies, dass dieses Ereignis lediglich Teil einer Storyline ist. „Breaking kayfabe“ ist mit dem „Aus der Rolle fallen“ von Schauspielern vergleichbar.
Bis Mitte der 1990er Jahre wurde Kayfabe im Wrestling noch sehr streng befolgt, um dem Publikum die Illusion zu vermitteln, alles im Wrestling sei echt und nicht gespielt. Seit sich das Internet als Informationsquelle durchgesetzt hat, ist es jedoch immer schwieriger geworden, die Geheimnisse, die hinter dem Wrestling stecken, weiter zu hüten. Oft dient heute gerade das Brechen der Kayfabe als Mittel, um Storylines weiterzuentwickeln oder um Verletzungen von Wrestlern zu erklären.
Es gibt jedoch auch in jüngerer Vergangenheit Beispiele, wenn auch nur wenige, wo Wrestler unerwartet Kayfabe gebrochen haben. Dazu gehört u. a. der sogenannte MSG Incident von 1996: Nach einem Match zwischen Shawn Michaels und Diesel kamen Razor Ramon und Triple H zum Ring. Es sollte für Ramon und Diesel eines der letzten Matches in der WWE sein, und die vier Wrestler – vor der Kamera erbitterte Widersacher, im richtigen Leben jedoch sehr gute Freunde – umarmten sich zum Abschied.

## Wortherkunft
Man geht davon aus, dass der Terminus „Kayfabe“ aus dem Pig Latin, einer im Englischen gebräuchlichen Spielsprache stammt, wobei die Begriffe fake (falsch, erfunden) bzw. be fake als Ursprung dienten.
Bereits in den Anfängen des Wrestling wurde der Begriff als Synonym für das „Schützen der Geschäftsgeheimnisse“ verwendet.
Möglicherweise rührt der Begriff auch von einem unter Schaustellern gebräuchlichen Trick her: Hatte die Schaustellertruppe einen neuen Ort erreicht, so rief man über die Auskunft zu Hause an und ließ nach einem „Kay Fabian“ fragen. Dieser war natürlich nie da, so dass man für den Anruf nichts bezahlen musste; die Familie daheim kannte den Trick jedoch und wusste, dass ihre Angehörigen sicher am nächsten Jahrmarkt angekommen waren.

## Arten von Kayfabe

### Beziehungen

#### Liebesbeziehungen
In vielen Storylines werden Kayfabe-Beziehungen zwischen einem Wrestler und einem Valet dargestellt. Oft haben beide im richtigen Leben einen anderen Partner und die Beziehung vor der Kamera ist lediglich gespielt. Eine solche Kayfabe-Beziehung führte manchmal zu einer echten Beziehung, wie im Falle von Triple H und seiner heutigen Ehefrau Stephanie McMahon; auch kann eine frühere echte Beziehung Ausgangspunkt für eine Kayfabe-Beziehung sein, wie etwa bei Lita und Edge, die im richtigen Leben längst getrennte Wege gingen, vor der Kamera jedoch noch lange als Paar auftraten. Umgekehrt war es bei „Macho Man“ Randy Savage und Miss Elizabeth. Als Miss Elizabeth Managerin von Randy Savage wurde, waren die beiden hinter den Kulissen bereits verheiratet, was jedoch on air verschwiegen wurde. So konnte man die Liebesgeschichte der beiden als jahrelange Storyline erzählen, die mit einer Hochzeit im Ring endete.

#### Größen und Gewichte
Oft werden Wrestler von den Ligen größer oder schwerer angekündigt, als sie wirklich sind. Beispiele hierfür sind der Undertaker (angekündigt: 2,10 m; real: 2,03 m) und The Great Khali (angekündigt: 2,21 m; real: 2,16 m), auch deren Gewichte werden übertrieben. Oft geht beim Gang dieser Hünen zum Ring der Kameramann vor dem jeweiligen Wrestler leicht gebückt, wodurch dieser dann im Fernsehen größer erscheint, als er es eigentlich ist.

#### Familienbeziehungen
Wrestler werden oft vor der Kamera als Verwandte dargestellt, obwohl keinerlei Verwandtschaft vorliegt. Beispiele hierfür wären:
- Hardcore Holly und Crash Holly
- Edge und Christian
- Doug Basham und Danny Basham
- Ivan Koloff und Nikita Koloff
- The Undertaker und Kane
- Die Familien Anderson und Graham
- Waldo und Lance von Erich als Teil der echten Familie von Erich.

### Verletzungen
Eine Verletzung wird oft als Erklärung für eine mehr oder weniger lange Abwesenheit eines Wrestlers, i. d. R. aufgrund einer tatsächlichen Verletzung oder einer privaten Angelegenheit, hergenommen. Als Beispiele für Kayfabe-Verletzungen seien genannt:
- Kurt Angle bricht Randy Ortons Knöchel – tatsächlich war Orton wegen schlechtem Verhalten anderen Workern gegenüber und generell schlechtem Verhalten für 60 Tage suspendiert worden.
- Mark Henry verletzte mehrere Wrestler schwer (Chris Benoit, Kurt Angle, Paul Burchill, Batista, Undertaker) – in all diesen Fällen wurde den Wrestlern tatsächlich eine Auszeit aufgrund zahlreicher gesundheitlicher Probleme gewährt, bzw. im Falle von Burchill das Herausnehmen aus der Sendung erklärt.
- Shawn Michaels’ Kehlkopfverletzung nach einer Attacke von Kane im Jahre 2004 – tatsächlich erhielt Michaels einige Zeit Elternurlaub.
- Bob Backlund bricht 1994 bei der Survivor Series Bret Harts Arm – tatsächlich brauchte Hart einige Zeit, um sich um das von ihm mitgegründete Eishockeyteam Calgary Hitmen zu kümmern.
- Chavo Guerrero demoliert Rey Mysterios Knie mit einem Stuhl. Rey verletzt sich dadurch ernsthaft. In Wirklichkeit war eine Knie-OP für Mysterio aber schon längst überfällig und konnte in dieser Pause nun vollzogen werden.

Verletzungen werden ebenso in die Storyline geschrieben, wenn etwa ein Wrestler einen Film dreht, sich von einer Krankheit erholt, familiären Pflichten nachkommt oder sich vor Gericht verantworten muss.
In den allermeisten Fällen, in denen ein Arzt oder ein Team von Sanitätern nach einem Match zum Ring kommt, um sich um einen offenbar verletzten Wrestler zu kümmern, handelt es sich ebenso um Kayfabe-Verletzungen. Echte Verletzungen, die natürlich auch vorkommen können, erkennt man daran, dass der Ringrichter mit seinen Armen ein „X“ bildet; hält er eine Hand gerade nach oben, gibt er zu erkennen, dass der als Sieger vorgesehene Wrestler verletzt ist und das Match nicht zu Ende bringen kann. Beide Gesten wurden jedoch mittlerweile auch schon als Kayfabe benutzt, um einem verletzten Wrestler eine Ruhepause zu gönnen (zum Beispiel beim Wrestlemania 22 Money in the bank Ladder-Match, bei welchem der angeschlagene Ric Flair nach kurzer Pause in das Match zurückkehrte, oder No Mercy 2007 als Finlay „schwer verletzt“ lag und in einem Moment der Unachtsamkeit seines Gegners Rey Mysterio aus der Trage sprang und ihn hinterrücks attackierte).

## Rezeption
Der österreichische Autor und Georg-Büchner-Preis-Träger Clemens Setz machte Kayfabe zum Thema seiner Eröffnungsrede des Ingeborg-Bachmann-Preises 2019 mit dem Titel „Kayfabe und Literatur“. Er beschreibt darin die Verschmelzung des „realen“ Menschen (etwa des Autors oder des Athleten) mit der von ihm dargestellten oder medial konstruierten Kunstfigur, die laut Setz sowohl im Wrestling wie auch im Literaturbetrieb geschieht.